# Joeri Soerkov
Joeri Soerkov (Russisch: Юрий Сурков) (Alma-Ata, 4 november 1970) is een voormalig wielrenner uit Kazachstan. Hij was beroepsrenner van 1994 tot 2004, en reed voornamelijk in Portugese dienst. Soerkov reed gedurende zijn carrière ook op een Russische en een Moldavische licentie.

## Erelijst
1992
- Eindklassement Ronde van Chili

1993
- 1e etappe Trofeo Joaquim Agostinho
- 3e etappe Trofeo Joaquim Agostinho

1994
- 1e etappe GP Abimota
- 2e etappe GP Abimota
- Eindklassement GP Abimota

1996
- Bergklassement Ronde van Luxemburg

1998
- Classica do Seixal
- 13e etappe Ronde van Portugal

1999
- Bergklassement Ronde van de Algarve
- 2e etappe GP International MR Corten-Mitsubishi
- 2e etappe Ronde van Portugal

2000
- Eindklassement Trofeo Joaquim Agostinho
- 1e etappe Ronde van Alentejo

2001
- 1e etappe Volta às Terras de Santa Maria Feira
- Eindklassement Volta às Terras de Santa Maria Feira

## Grote rondes
| Jaar | Ronde van Italië | Ronde van Frankrijk | Ronde van Spanje |
| ---- | ---------------- | ------------------- | ---------------- |
| 1994 |                  |                     | 52e              |
| 2000 |                  |                     | 95e              |

Wielerploegen van Joeri Soerkov
Bonciucov ·
Cattai ·
Chiurato ·
Davidenko ·
Dzjavanjan ·
Ferrigato ·
Fincato ·
Fondriest ·
Hontsjenkov ·
Lino ·
Manzoni · 
Oegroemov · 
Savoldelli ·
Sedoen · 
Sgnaolin · 
Sivakov · 
Soerkov · 
Zen